# Frances Sternhagen

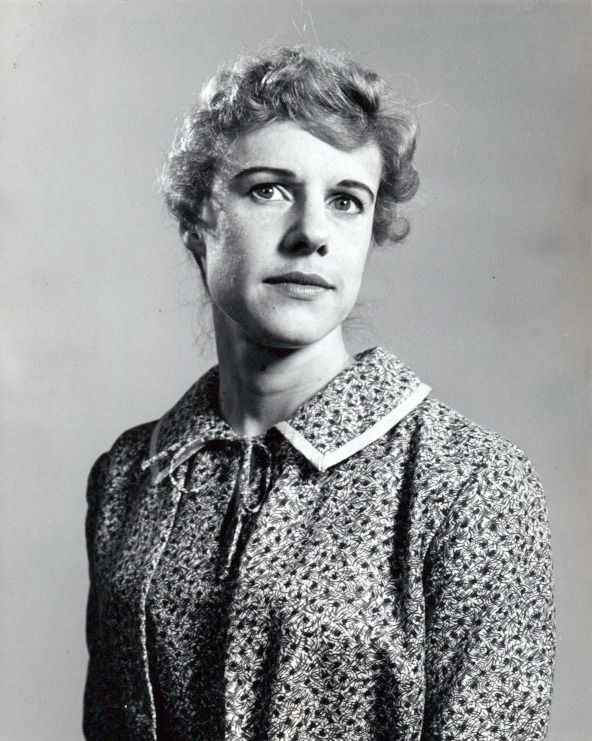
Frances Sternhagen (1962)

Frances Hussey Sternhagen (* 13. Januar 1930 in Washington, D.C.; † 27. November 2023 in New Rochelle, New York) war eine US-amerikanische Film- und Theaterschauspielerin.

## Karriere
Geboren und aufgewachsen in Washington D.C. als Tochter von John Meier Sternhagen und Gertrude Frances (geb. Hussey), studierte sie am Vassar College Drama und machte 1951 ihren Abschluss. Sternhagen begann ihren beruflichen Werdegang zunächst als Lehrerin für Schauspiel, Gesang und Tanz an der Milton Academy in Massachusetts, bevor sie erstmals mit einer kleinen Theatergruppe auf der Bühne stand. Ihr Weg führte sie an den Broadway, wo sie in zahlreichen Theaterstücken mitwirkte. Sie war viermal für einen Tony Award nominiert, zweimal gewann sie diese Auszeichnung für ihre Leistungen in The Good Doctor und The Heiress.
Ihr Debüt vor der Kamera gab sie 1955 in einer Episode der Fernsehserie Producers' Showcase. Erst in den 1970ern übernahm sie vermehrt Kinorollen und spielte unter anderem eine finster wirkende Krankenschwester in Billy Wilders Fedora von 1978. 1982 gewann sie für ihre Rolle der Dr. Marian Lazarus im Science-Fiction-Film Outland – Planet der Verdammten einen Saturn Award als beste Nebendarstellerin. Von 1986 bis 1993 übernahm sie in der US-Sitcom Cheers die Rolle der überfürsorglichen Esther Clavin, der Mutter der von John Ratzenberger gespielten Figur. Eine weitere größere Rolle spielte sie im Film Letzte Ruhe an der Seite von Morgan Freeman und John Lithgow.
In fortgeschrittenem Alter wurde sie durch die Rolle der Millicent Carter in Emergency Room – Die Notaufnahme populär, die sie in 21 Episoden verkörperte. In zehn Folgen der Fernsehserie Sex and the City war sie als Bunny MacDougal zu sehen, der Mutter von Charlottes erstem Ehemann. Ab der zweiten Staffel von The Closer spielte sie die Mutter der Hauptfigur Deputy Chief Brenda Leigh Johnson, dargestellt von Kyra Sedgwick. Zuletzt spielte sie 2014 in Das grenzt an Liebe mit. Ihr Schaffen für Film und Fernsehen umfasst mehr als 75 Produktionen.

## Privates
1956 heiratete sie den Filmschauspieler Thomas A. Carlin (* 1928), mit dem sie bis zu dessen Tod am 6. Mai 1991 verheiratet war. Das Paar bekam drei Söhne und drei Töchter. Vier ihrer Kinder, Amanda, Paul, Peter und Tony Carlin sind ebenfalls Schauspieler. Frances Sternhagen starb im November 2023 im Alter von 93 Jahren.

## Deutsche Synchronstimme
Als Hauptsprecherin für die deutschen Versionen von Sternhagens Filmrollen trat regelmäßig die Schauspielerin Hannelore Minkus auf.

## Filmografie (Auswahl)
- 1955: Producers' Showcase (Fernsehserie, eine Folge)
- 1956: Omnibus (Fernsehserie, eine Folge)
- 1956–1957: Studio One (Fernsehserie, zwei Folgen)
- 1962: The Broadway of Lerner and Loewe (Fernsehfilm)
- 1964: Zivilcourage (Profiles in Courage, Fernsehserie, eine Folge)
- 1964: Preston & Preston (The Defenders, Fernsehserie, eine Folge)
- 1967: Gegen den Strom die Treppe hinauf (Up the Down Staircase)
- 1967: Der Tiger schlägt zurück (The Tiger Makes Out)
- 1969: New York Television Theatre (Fernsehserie, eine Folge)
- 1970: The Doctors (30 Folgen)
- 1971: Hospital (The Hospital)
- 1973: Zwei Menschen unterwegs (Two People)
- 1978: Fedora
- 1979: Auf ein Neues (Starting Over)
- 1981: Outland – Planet der Verdammten (Outland)
- 1983: Sein Freund, der Roboter (Prototype) (Fernsehfilm)
- 1986: Letzte Ruhe (Resting Place, Fernsehfilm)
- 1986–1993: Cheers (Fernsehserie, 7 Folgen)
- 1987: Der Tötungsbefehl (At Mother’s Request, Fernsehfilm)
- 1988: Die grellen Lichter der Großstadt (Bright Lights, Big City)
- 1989: Die Besucher (Communion)
- 1989: Zweites Glück (See You in the Morning)
- 1990: Eine fast anständige Frau (Sibling Rivalry)
- 1990: Misery
- 1991: Doc Hollywood
- 1991: Stephen Kings Schöne Neue Zeit (Golden Years, Fernsehserie, 7 Folgen)
- 1991, 1997: Law & Order (Fernsehserie, zwei Folgen)
- 1992: Geschichten aus der Gruft (Tales from the Crypt, Fernsehserie, eine Folge)
- 1992: Mein Bruder Kain (Raising Cain)
- 1993: Ein Kind um jeden Preis – Die Geschichte der Arlette Schweitzer (Labor of Love: The Arlette Schweitzer Story, Fernsehfilm)
- 1995: Outer Limits – Die unbekannte Dimension (The Outer Limits, Fernsehserie, eine Folge)
- 1997–2003: Emergency Room – Die Notaufnahme (ER, Fernsehserie, 21 Folgen)
- 1998: Untermieter aus dem Jenseits (Curtain Call)
- 1998: Ein zweites Leben (To Live Again, Fernsehfilm)
- 1998: Ein millionenschwerer Märchenprinz (The Con, Fernsehfilm)
- 2000–2002: Sex and the City (Fernsehserie, zehn Folgen)
- 2002: Highway
- 2002: Die Simpsons (The Simpsons, Fernsehserie, eine Folge, Stimme)
- 2002: Das Laramie Projekt (The Laramie Project, Fernsehfilm)
- 2006–2012: The Closer (Fernsehserie, 16 Folgen)
- 2007: Der Nebel (The Mist)
- 2009: Julie & Julia
- 2011: Mein Freund, der Delfin (Dolphin Tale)
- 2012: Parenthood (Fernsehserie, eine Folge)
- 2014: Das grenzt an Liebe (And So It Goes)

## Auszeichnungen
Neben einer Emmy-Nominierung für Sex and the City, zwei Emmy-Nominierungen für Cheers, einer Satellite-Award-Nominierung für Das Laramie Projekt, und zwei Saturn-Award-Nominierungen (Misery und Mein Bruder Kain) gewann Sternhagen einen Saturn Award als beste Nebendarstellerin für Outland – Planet der Verdammten.